# Валермосо
Валермосо (ісп. Valhermoso) — муніципалітет в Іспанії, у складі автономної спільноти Кастилія-Ла-Манча, у провінції Гвадалахара. Населення — 39 осіб (2010).
Муніципалітет розташований на відстані близько 150 км на схід від Мадрида, 100 км на схід від Гвадалахари.
На території муніципалітету розташовані такі населені пункти: (дані про населення за 2010 рік)
- Ескалера: 14 осіб
- Валермосо: 25 осіб

## Демографія
Динаміка населення (INE ):

## Галерея зображень

Розташування муніципалітету у провінції Гвадалахара